# Llangain
Llangain è un centro abitato del Galles, situato nella contea del Carmarthenshire.